# Zephyrin Zettl
Zephyrin Zettl (* 14. Juli 1876 in Stadln, Böhmen; † 4. Juli 1935 in Wien) war ein Buchdrucker und deutschsprachiger Mundartdichter aus dem Böhmerwald.

## Leben

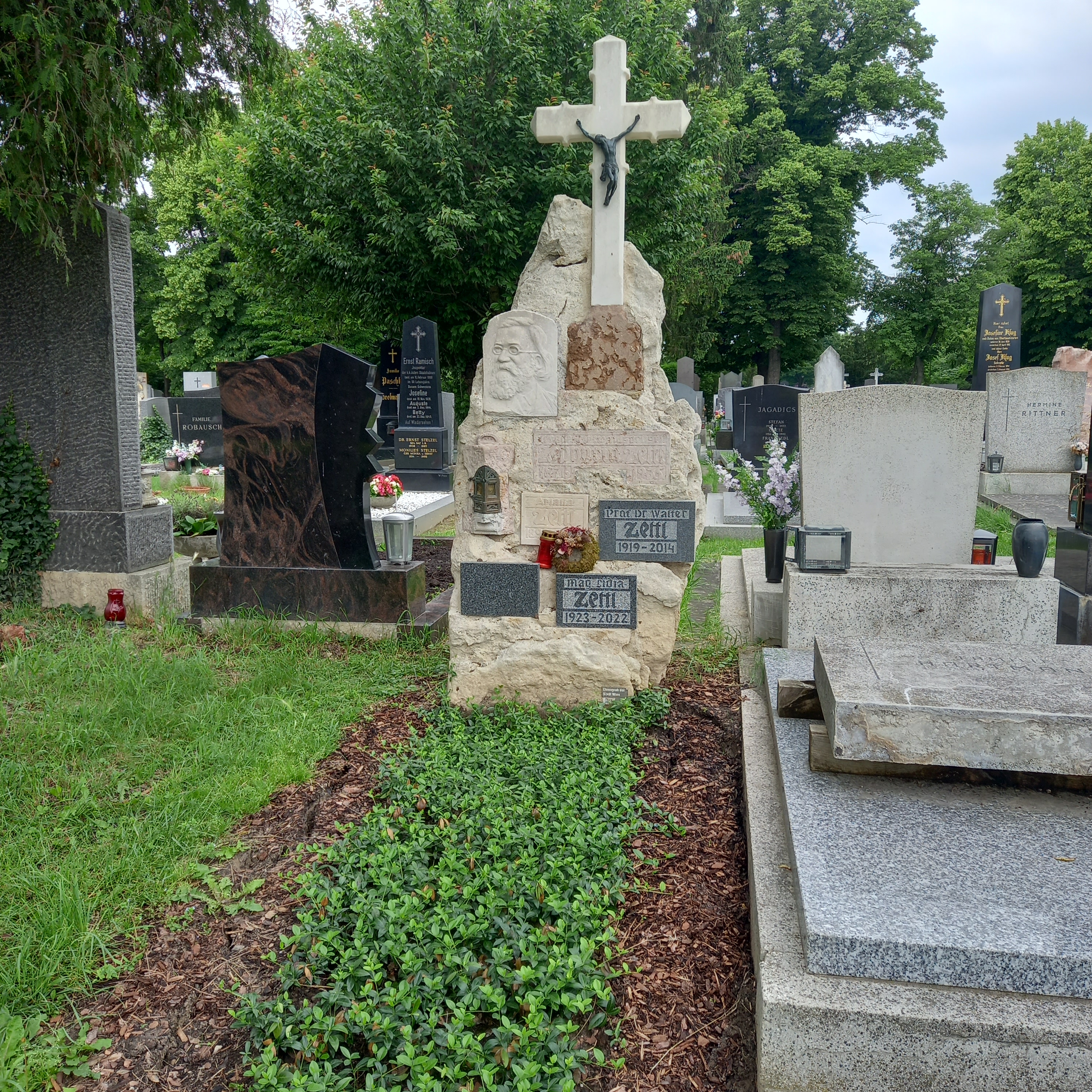
Das Grab von Zephyrin Zettl und seiner Ehefrau Amalia im Familiengrab auf dem Wiener Zentralfriedhof

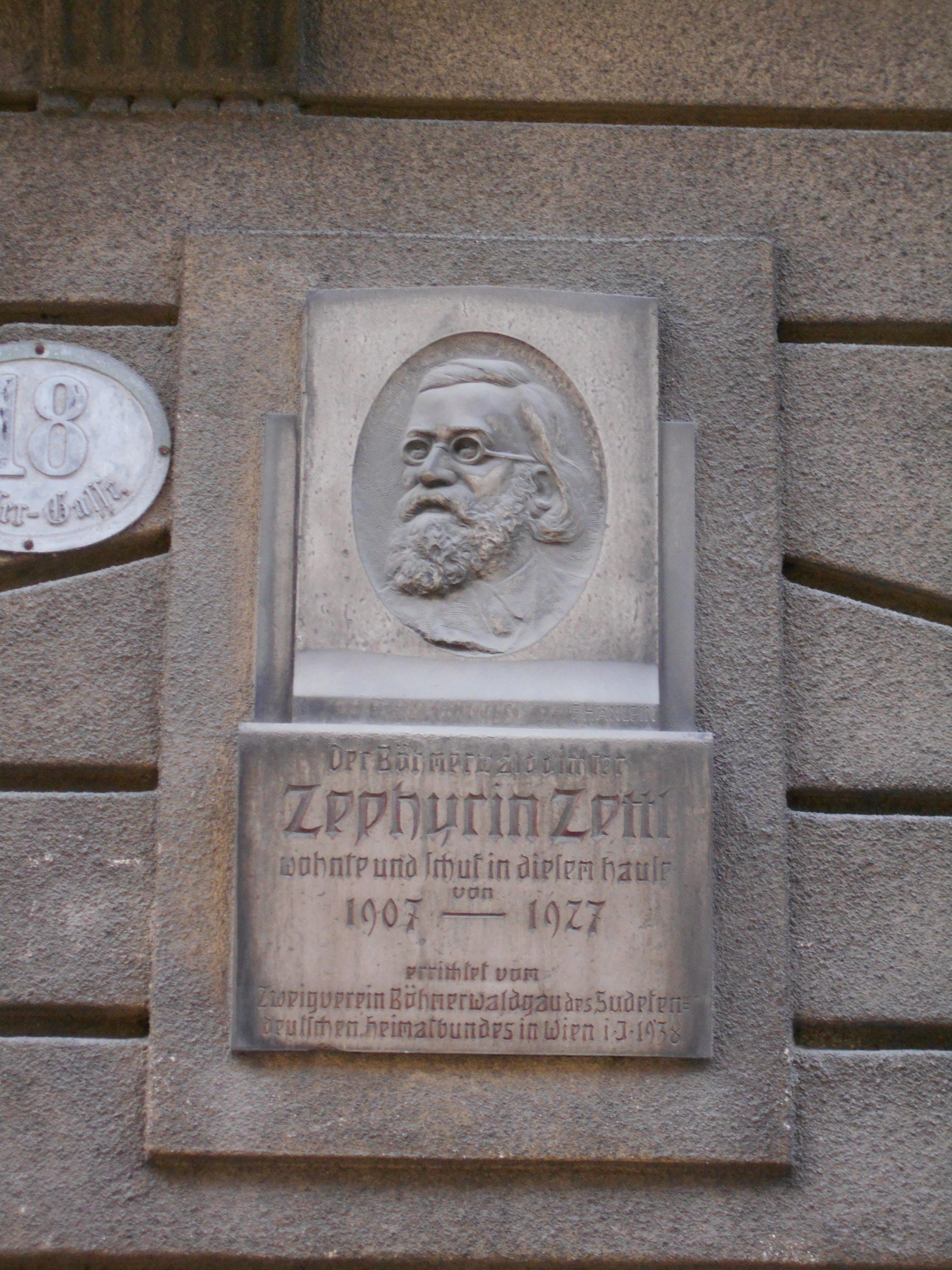
Gedenktafel

Zettl wurde in Stadln (Stodůlky) im mittleren Böhmerwald geboren. Stadln war eines der „Künischen Freibauerngerichte“. Als Zephyrin Zettl sechs Jahre alt war, zogen die Eltern nach Wien. Seine Schulzeit verbrachte Zettl bei den Eltern in Wien, in den Sommerferien war er bei den Großeltern im Böhmerwald. Zettl machte eine Lehre zum Buchdrucker bei der Österreichischen Staatsdruckerei in Wien und brachte es dort als Staatsbeamter bis zum Leiter der Materialverwaltung. 1932 ging er als Oberkontrollor in Pension. Zettl wohnte mit Frau und vier Kindern von 1910 bis 1927 in der Wassergasse 18, in Wien-Landstraße, wo eine Gedenktafel angebracht ist. Sein ehrenhalber gewidmetes Grab befindet sich am Wiener Zentralfriedhof (2. Tor, Gruppe 12B-R 1/Grab 23).
Zettl schrieb seine Mundartdichtungen im „Künisch“ seiner ursprünglichen Heimat.

## Anerkennungen
- Jahresausstellung 2007 im Böhmerwaldmuseum Wien

## Werke
- Waldlerisch 1919
- Woldgsangla 1922
- Von uns dohoam 1923
- Woldgschichtn 1925

Erzählungen aus Zeitungen oder Zeitschriften
- Das Land des Glücks
- Der Kastanienbaum
- Der Seelweck
- D’ Stierherd
- Schweflhülzl
- Fritz von Stubenbach
- Herm. C. Kosel – Eine literarische Studie